# ویکتور گونزالز (بازیگر)
ویکتور گونزالز (به انگلیسی: Víctor González) (زاده ۲۴ نوامبر ۱۹۷۳) بازیگر ، مدل مکزیکی است.
از فیلم‌های معروف او می‌توان به بازی در تازه اشاره کرد.